# Pratt & Whitney J58
Pratt & Whitney J58 (firemní označení JT11) byl americký proudový motor používaný na letounu Lockheed A-12 a následně na letounech YF-12 a SR-71. J58 byl jednohřídelový proudový motor vybavený přídavným spalováním určený pro činnost v extrémních podmínkách, rychlostech a letových hladinách.

## Vývoj a popis
Motor J58 byl původně vyvíjen pro letoun WS-110A, což byl předchůdce letounu XB-70 Valkyrie. Na vývoji motoru se však podílela i mateřská firma a námořnictvo Spojených států (US Navy). Od motorů se očekávalo udržení stabilní rychlosti Mach 2,5 a krátkodobé zvýšení rychlosti přes Mach 3.
Motor J-58 poskytoval tah 144,6 kN. Byl prvním motorem, který byl schopen pracovat v režimu přídavného spalování dlouhou dobu a byl i prvním motorem, který byl montován na letoun USAF překonávající rychlost Mach 3. Motor měl pracovat v naprosto extrémních podmínkách, letových rychlostech a výškách (příklady teplot: obal zadní části motoru až 650 °C, teplota paliva až 370 °C, teplota vzduchu na vstupu do motoru 420 °C, teplota v komoře přídavného spalování 1 760 °C atd.) a to vyžadovalo po konstruktérech vývoj nových materiálů, paliva i mazadel.
Během zkoušek došlo k mnoha úpravám motoru a bylo mimo jiné zjištěno, že kompresor není schopen při vysokých rychlostech zpracovat tak velké množství nasávaného vzduchu, což způsobovalo jeho nestabilitu, proto byla část vzduchu odváděna přemostěním pomocí šesti trubek přímo do komory přídavného spalování. Tento vzduch poskytoval chlazení částí motoru a jeho nespálený kyslík zvyšoval účinnost přídavného spalování.
Kompresor motoru byl devítistupňový. Lopatky vstupního věnce kompresoru měly dvě polohy, přičemž k jejich překlopení docházelo při rychlosti Mach 1,9. Za čtvrtým stupněm kompresoru byly umístěny ventily, které umožňovaly přepouštění až 20% nasávaného vzduchu do obtokových vedení.
Charakteristickým znakem namontovaného motoru J58 byl velký pohyblivý kuželový vstup vzduchu do motoru, montovaný před motor, který se pohyboval automaticky vpřed a vzad podle povelů počítače. Ten zajišťoval ideální přísun vzduchu do motoru při nízkých, ale i velmi vysokých rychlostech a v různých výškách. Tento kužel a celá motorová gondola měly zásadní vliv na funkci motoru. Gondolou proudily vlastně dva proudy vzduchu, jeden motorem a druhý kolem motoru, který byl dále ovládán a usměrňován soustavou klapek (viz obrázek dole). Až do výšky 30 000 stop byl kužel uzamčen v přední poloze a nad tuto výšku se začínal pohybovat. Pohyboval se směrem vzad, přičemž jeho pohyb začínal od rychlosti Mach 1,6. Nejvyšší zasunutí kuželu bylo 66 cm (jiné zdroje hovoří o 90 cm).

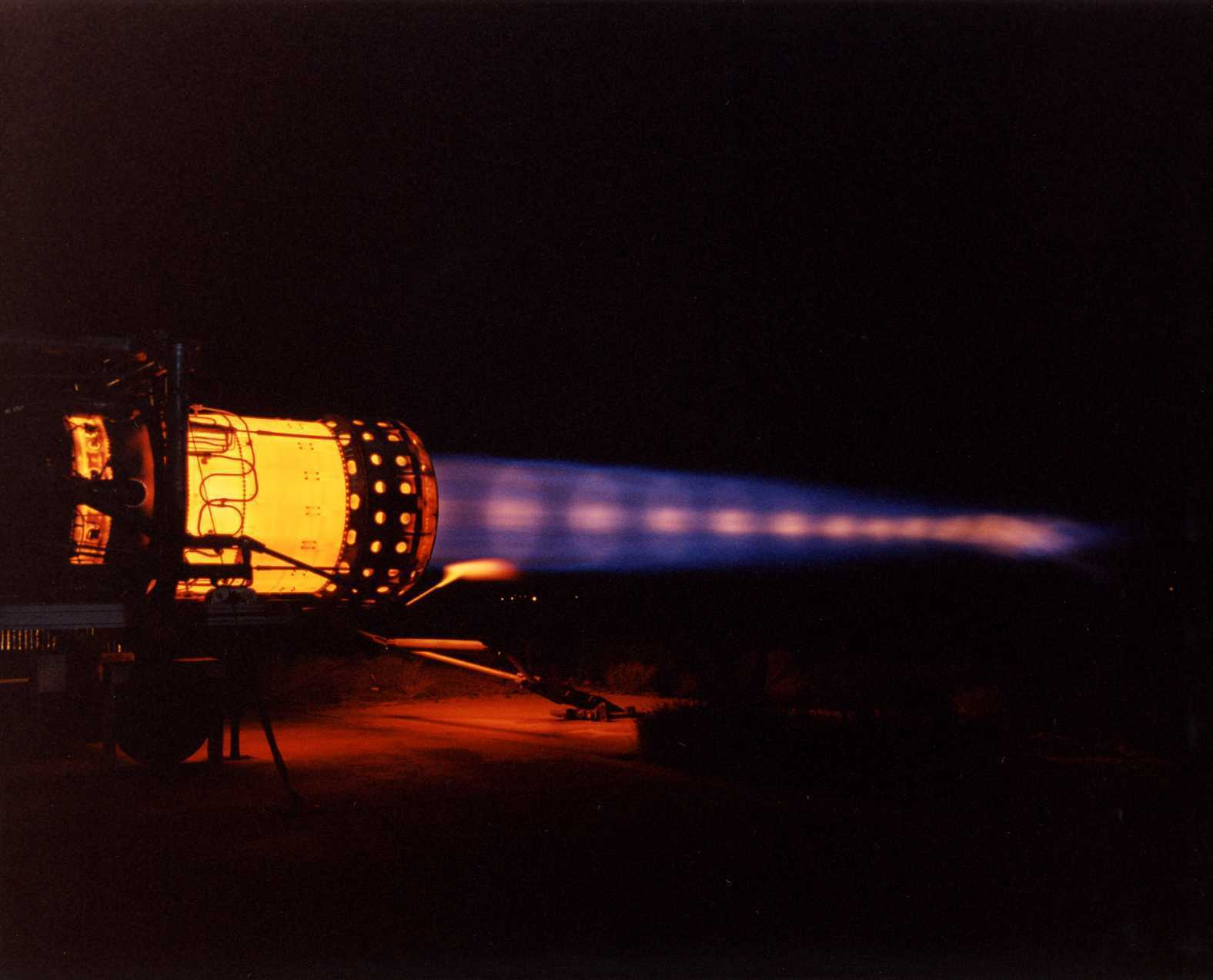
Motor J58 se spuštěním maximálního přídavného spalování

Práce motoru ve velmi vysokých rychlostech a teplotách vyžadovala nové stabilní letecké palivo označené JP-7. Toto palivo se nevznítí ani za vysokých teplot po zahřátí nádrží (palivo má teplotu běžně přes 320 °C) a nevaří se ani při nízkých tlacích. Aby byla překonána jeho neochota k vznícení, byl při startu motoru spolu s palivem do motoru vstřikován trietylboran (TEB) a to i při spouštění přídavného spalování. TEB se při teplotách nad -5 °C samovolně vznítí při styku se vzduchem. Každý motor proto nesl uzavřenou tlakovou nádobu tlakovanou dusíkem, která obsahovala 600 cm3 TEB. To umožňovalo alespoň 16 (jiné zdroje hovoří 8 nebo 12) startů a restartů motoru nebo zapálení přídavného spalování. Toto číslo bylo jedním z limitujících faktorů ve vytrvalosti letounů SR-71, protože po každém doplnění paliva ve vzduchu muselo být znovu zapáleno přídavné spalování. Když pilot posunul plynovou páku do určité polohy, začalo do motorů proudit palivo a chvíli na to byla do spalovacích komor motorů vstříknuta dávka TEB. Ten se zde spontánně vznítil a zapálil palivo, přičemž plamen z motoru dostal na chvíli zelenou barvu. Doplňování TEB do nádrží byla nebezpečná práce, přičemž pracovníci údržby letounu museli nosit protipožární obleky. Naopak tankování paliva JP-7 bylo velice bezpečné, takže během tankování mohly být prováděny i některé údržbářské práce. Chemické zapalování paliva bylo místo klasických zapalovačů vybráno pro svou spolehlivost, a aby byla omezena mechanická náročnost. Nádrže na TEB byly chlazeny proudem vzduchu a obsahovaly přetlakovou pojistku, která při protržení vypustila obsah do přídavného spalování.
Palivo proudící do motoru bylo používáno jako chladicí kapalina pro chlazení motoru, hydraulických okruhů, oleje, nádrže s TEB, řídicích prvků přídavného spalování, klimatizačních systémů a částí draku letounu, které byly vystaveny aerodynamickému ohřevu.
Motorový olej byl vyroben na základě silikonu a byl za běžných teplot tuhý. Před startem musel být předehřán.

## Použití
- Lockheed A-12
- Lockheed SR-71 Blackbird
- Lockheed YF-12

## Specifikace (J58)

Proudění vzduchu motorem při různých letových rychlostech

Data pocházejí ze stránek „jet-engine.net“ a materiálů USAF.

### Technické údaje
- Typ: proudový motor s přídavným spalováním s možností obtoku částí nasávaného vzduchu
- Délka: 5,44 m (plus dalších 15 cm při zahřátí na maximální teplotu)
- Průměr: 1,45 m
- Hmotnost: přibližně 2 700 kg

### Součásti motoru
- Kompresor: 9stupňový axiální jednohřídelový
- Spalovací komora: prstencový typ, 8 hořáků, 48 palivových trysek
- Turbína: dvoustupňová axiální
- Palivo: JP-7

### Výkony
- Maximální tah: 113,4 kN, 151,2 kN (s přídavným spalováním)[1]
- Celkový kompresní poměr: 6[8]

#### Podobné motory
- General Electric GE4
- General Electric YJ93
- Rolls-Royce/Snecma Olympus 593
- Kuzněcov NK-321
- Tumanskij R-15